# 보로바 (하르키우주 이지움 라이온)
보로바(우크라이나어: Борова) 또는 보로바야(러시아어: Боровая)는 우크라이나 하르키우주 이지움 라이온에 있는 시골 마을이다. 이곳은 우크라이나의 흐로마다 중 하나인 보로바 정착지 흐로마다의 행정을 담당하고 있다. 인구 수는 5,055명이다. (2022년 추정)
보로바는 하르키우의 남동쪽에 위치하고 있다.

## 지리
보로바는 오스킬의 오스킬 저수지 동쪽 기슭에 위치하고 있다.
하르키우에서 철도로 193km, 도로로 165km의 거리. 핵심 기차역인 페레돈바시브스카(약 1.5km). 보이니와 피들리만이 가장 가까운 마을이다. 보로바에서 피들리만까지의 거리는 약 2km이다.